# Art Ringger

Art Ringger

Art Ringger (* 17. Juni 1946 in Zürich) ist Schweizer Fotomontör, Satiriker und Illustrator.

## Leben
Er wuchs in Zürich auf, wo er von 1963 bis 1966 die Kunstgewerbeschule Zürich besuchte, an der er mit einer Arbeit über Fotomontagen, insbesondere über John Heartfield, die Fachklasse für Fotografie abschloss.
Danach folgten mehrere Assistenzanstellungen in Wien, Paris und London.
1969/70 war er für die Modezeitschrift Elle als Modefotograf tätig, bevor er 1970 mit seinen Fotomontagen im damals noch jungen Tages-Anzeiger-Magazin Texte illustrierte.
Von da an spezialisierte er sich ganz auf Fotomontagen, mit denen er beinahe die gesamte Schweizer Presse, aber auch deutsche, österreichische und französische Publikationen belieferte. Daneben hatte er zahlreiche Ausstellungen im In- und Ausland.
1979 erhielt er das Eidgenössische Kunststipendium.
1993 nahm er teil an den Deutschen Fototagen in Frankfurt sowie an der Internationalen Photoszene Köln. 1997 gestaltete er im Theater Neumarkt das Bühnenbild für Ruedi Häusermanns Rest Frohsinn, entwarf das Logo und wirkte als Schauspieler mit. 1998 entwickelte er mit dem Schauspieler Herwig Ursin das Kurzstück ExPoPo für das Theater Neumarkt, das später im Vorfeld der Expo.01 an diversen Orten aufgeführt wurde.
Von 1999 bis 2003 publizierte er im Schweizer Nachrichtenmagazin Facts allwöchentlich die ganzseitige Fotosatire Demontage.
"Der Computer, der an sich ein wunderbares Werkzeug ist, ermöglichte nun jederman Fotomontagen zu machen. Dadurch sank die Qualität ins bodenlose. Dies nahm mir die Lust mit meiner Arbeit fortzufahren und so bewirtschafte ich seit 2010 vor allem meinen Olivenhain bei Tortosa in Katalonien".

## Publikationen
- Art Ringger, Fotomontör, Katalog zur Ausstellung anlässlich der Frankfurter Fototage 1993, ISBN 3-930054-15-9
- Gildas Feré: Les mots decollent, illustriert von Art Ringger, ISBN 9782211076777